# Attraverso Me
Attraverso Me (укр. Через мене) — пісня і сингл італійського співака та кіноактора Адріано Челентано з альбому «Quel Punto» 1994 року.

## Про пісню
«Attraverso Me» була п'ятим треком альбому Адріано Челентано «Quel Punto» 1994 року. Автором слів пісні, які порушували тему любові, був Челентано, як і більшості текстів альбому, а автором музики — Мауріціо Фабріціо. У тексті пісні Челентано висловлює думку: що той, хто щиро «любить» — «любить» не лише свого партнера, але й весь світ без егоїзму. Пісня не потрапила до жодної збірки Челентано й до чартів, до неї не був знятий відеокліп.

## Живе виконання
Наживо Челентано виконував пісню «Attraverso Me» на 8 жовтня 1994 року на телепередачі «Scommettiamo Che...?» каналу Rai 1, яка слугувала презентацією альбому «Quel Punto», й під час свого європейського концертного туру, що проходив з вересня до листопада того ж року. Це була єдина пісня з нового на той час альбому «Quel Punto», яка виконувалася протягом туру.

## Сингл

### Опис
У 1994 році власний лейбл Челентано «Clan Celentano» випускав сингл «Attraverso Me» в Італії у трьох варіантах: на CD з піснями 1969 року — «Storia D'Amore» і «Una Festa Sui Prati»; на 7-дюймовому LP для музичних автоматів з реміксом «Uh… uh…» на стороні «Б»; на CD-промо. Існує чотири версії «Attraverso Me», різних за тривалістю, найдовша — альбомна версія.

### Трек-лист
Quel Punto
| #  | Назва                        | Автор слів        | Автор музики      | Тривалість |
| -- | ---------------------------- | ----------------- | ----------------- | ---------- |
| 1. | «Attraverso Me» (Через мене) | Адріано Челентано | Мауріціо Фабріціо | 5:10       |

CD-сингл
| #  | Назва                                   | Автор слів                             | Автор музики      | Тривалість |
| -- | --------------------------------------- | -------------------------------------- | ----------------- | ---------- |
| 1. | «Attraverso Me» (Через мене)            | Адріано Челентано                      | Мауріціо Фабріціо | 3:55       |
| 2. | «Storia D'Amore» (Історія любові)       | Лучано Беретта, Мікі Дель Прете        | Адріано Челентано | 4:51       |
| 3. | «Una Festa Sui Prati» (Вечірка на лузі) | Могол, Лучано Беретта, Мікі Дель Прете | Адріано Челентано | 3:16       |

LP-сингл (7")
Сторона «А»
| #  | Назва                        | Автор слів        | Автор музики      | Тривалість |
| -- | ---------------------------- | ----------------- | ----------------- | ---------- |
| 1. | «Attraverso Me» (Через мене) | Адріано Челентано | Мауріціо Фабріціо | 4:55       |

Сторона «Б»
| #  | Назва                         | Автор слів        | Автор музики      | Тривалість |
| -- | ----------------------------- | ----------------- | ----------------- | ---------- |
| 1. | «Hu Hu Remix» (У, у - ремікс) | Адріано Челентано | Адріано Челентано | 4:00       |

CD-сингл (промо)
| #  | Назва                        | Автор слів        | Автор музики      | Тривалість |
| -- | ---------------------------- | ----------------- | ----------------- | ---------- |
| 1. | «Attraverso Me» (Через мене) | Адріано Челентано | Мауріціо Фабріціо | 4:45       |

### Видання синглу
| Назва                                            | Формат              | Лейбл          | Маркування   | Країна | Рік  |
| ------------------------------------------------ | ------------------- | -------------- | ------------ | ------ | ---- |
| Attraverso Me/Storia D'Amore/Una Festa Sui Prati | (CD, Single)        | Clan Celentano | 4509-97422-2 | Італія | 1994 |
| Attraverso Me/Hu Hu Remix                        | (7", Jukebox)       | Clan Celentano | 060000793-7  | Італія | 1994 |
| Attraverso Me                                    | (CD, Single, Promo) | Clan Celentano | 0140 15505-2 | Італія | 1994 |

## Плагіат
Існує велика схожість музики синглу «Attraverso me» і пісні російської групи «ДДТ» — «Ветер» з альбому «Это всё…». Помітний великий збіг гітарних програшів схожість аранжувань, крім того обидві пісні написані в одній тональності — все це було сприйнято за плагіат і відзначено на російській церемонії «Срібна калоша» 2000 року. Однак учасник групи «ДДТ» Вадим Курильов факт плагіату в одному зі своїх інтерв'ю спростував:

| Це не плагіат, а просто збіг. Мелодія там зовсім інша, гітарний риф дійсно дуже схожий. Але його придумав я, а не Шевчук, і взагалі ще за кілька років до написання ним «Що нам вітер», в 1990 році. Так що Челентано тут взагалі ні при чому. [...] Те, що це схоже на Челентано, ми взагалі дізналися роки три потому.[5] |